# Саван мумии
«Саван мумии» (англ. The Mummy`s Shroud, 1967) — художественный фильм ужасов режиссёра Джона Джиллинга, является продолжением серии фильмов студии Hammer о Мумии.

## Сюжет
2000 год до нашей эры. Вместе со своим верным слугою Премом (Дикки Оуэен), сын фараона, Като-Бей (Тулзи Персо) бежит от шайки узурпаторов в пустыню. Он погибает; Прем хоронит его и охраняет покой своего «господина».
1920 год нашей эры. Британская экспедиция ищет могилу фараона. Хасмид-Ами (Роджер Дельгадо), потомок Премса, хочет помешать поискам. Но, несмотря на его предупреждения, англичане выкапывают тело Премса. Тогда начинает действовать проклятие: сэра Бэзила Уордена (Андре Морелл) кусает змея, а затем он натыкается на мумию, которая его и убивает. Это Прем, слуга фараона, который непонятным образом ожил. А затем мумия начинает убивать. Два главных героя Барбара (Элизабет Селларс) и Пол (Дэвид Бак) понимают, что мумию можно остановить только старинным заклинанием. Сказано — сделано: Мумия превращается в песок.

## В ролях
- Андре Морелл — сэр Бэзил Уолден
- Джон Филипс
- Дэвид Бак
- Элизабет Селларс